# Haitianisch-malische Beziehungen
Die haitianisch-malischen Beziehungen beschreiben das bilaterale Verhältnis zwischen der Republik Haiti einerseits und der Republik Mali andererseits.

## Offizielle Beziehungen

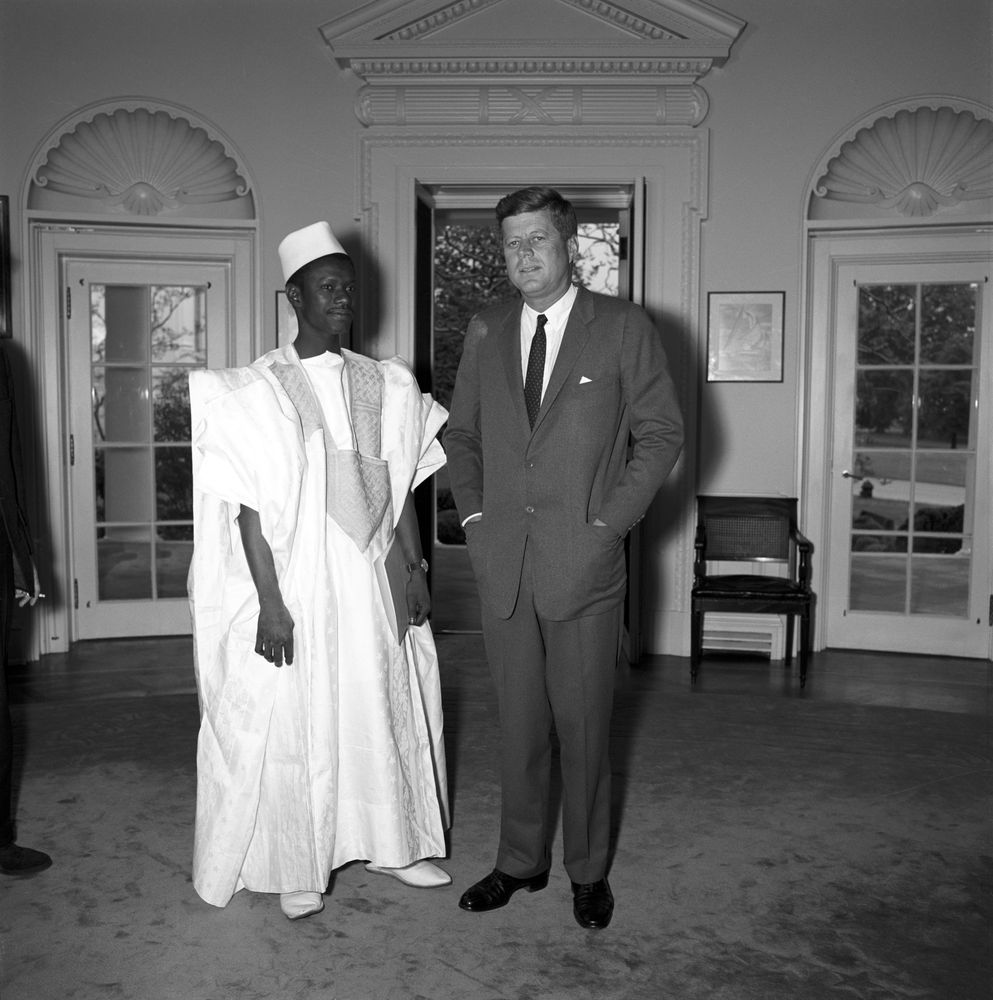
Botschafter Oumar Sow mit Präsident John F. Kennedy im Weißen Haus, 1962

Das im Jahr 1804 von Frankreich unabhängig gewordene Haiti und das im Jahr 1960 von derselben Kolonialmacht in die Unabhängigkeit entlassene Mali unterhalten diplomatische Beziehungen. Der erste Botschafter Malis, Oumar Sow, überreichte Ende August 1962 sein Beglaubigungsschreiben an den haitianischen Präsidenten François Duvalier. Botschafter Sow leitete die Botschaft Malis in den Vereinigten Staaten und versah seine Aufgaben in Haiti auf dem Weg der Nebenakkreditierung.
Es wurden keine diplomatischen Vertretungen im jeweils anderen Land eingerichtet. Mali hat einen Honorarkonsul in Haiti bestellt, der in Pétionville ansässig ist.
Beide Länder waren Mitglied der Internationalen Organisation der Frankophonie (OIF), bis die Mali de facto regierende Militärdiktatur im März 2025 den Austritt aus der OIF beschloss und vollzog.

## Kultureller Austausch

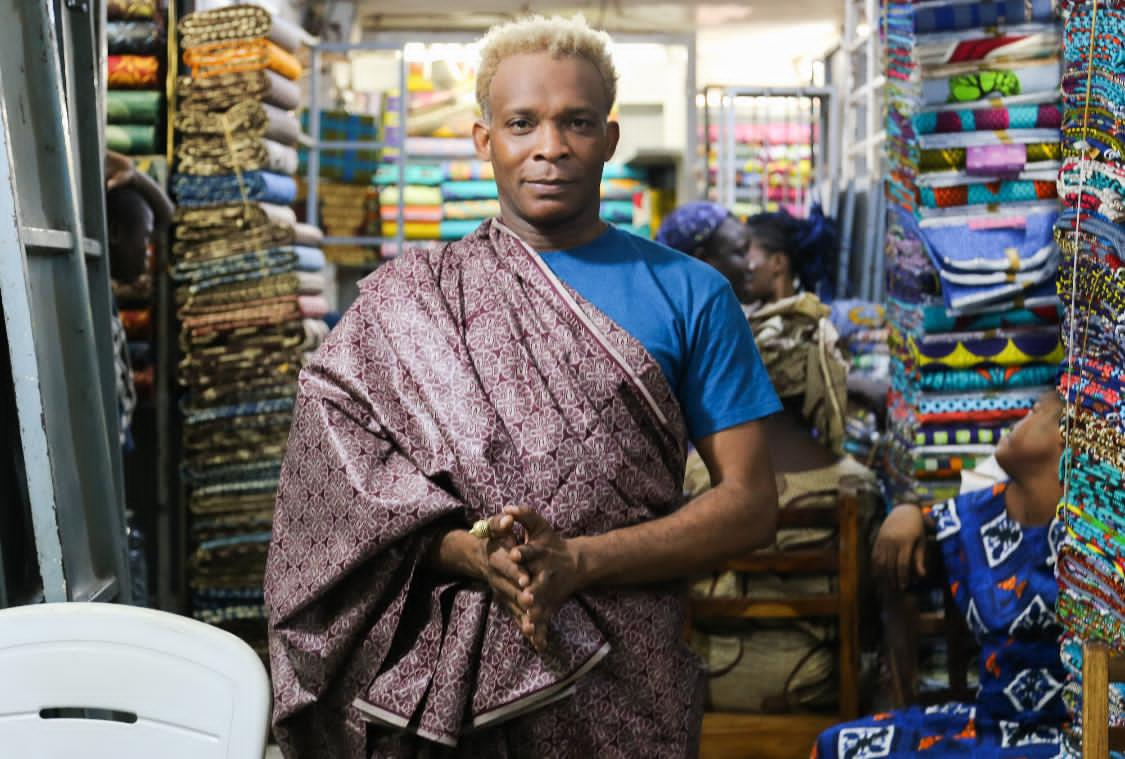
Erol Josué (2022)

Als Ehrengast der ersten Ausgabe des internationalen Festivals Général Alexandre Dumas, das im August 2017 von der Université Nouvelle Grand’Anse (UNOGA) organisiert wurde, trat die traditionelle Musikerin Toumani Koné aus Mali auf. In einem Interview verglich sie Haiti und Mali als Länder, die in ihren Augen zu einer Familie gehören.
Im Rahmen der Woche der Frankophonie wurde der Generaldirektor des Nationalen Büros für Ethnologie Haitis, Érol Josué, im März 2018 in das Institut français du Mali eingeladen. Im Land seiner Vorfahren kam es zu Begegnungen und Vorträgen des haitianischen Künstlers, der als Houngan Einblicke in den Kult des haitianischen Voodoo gab.

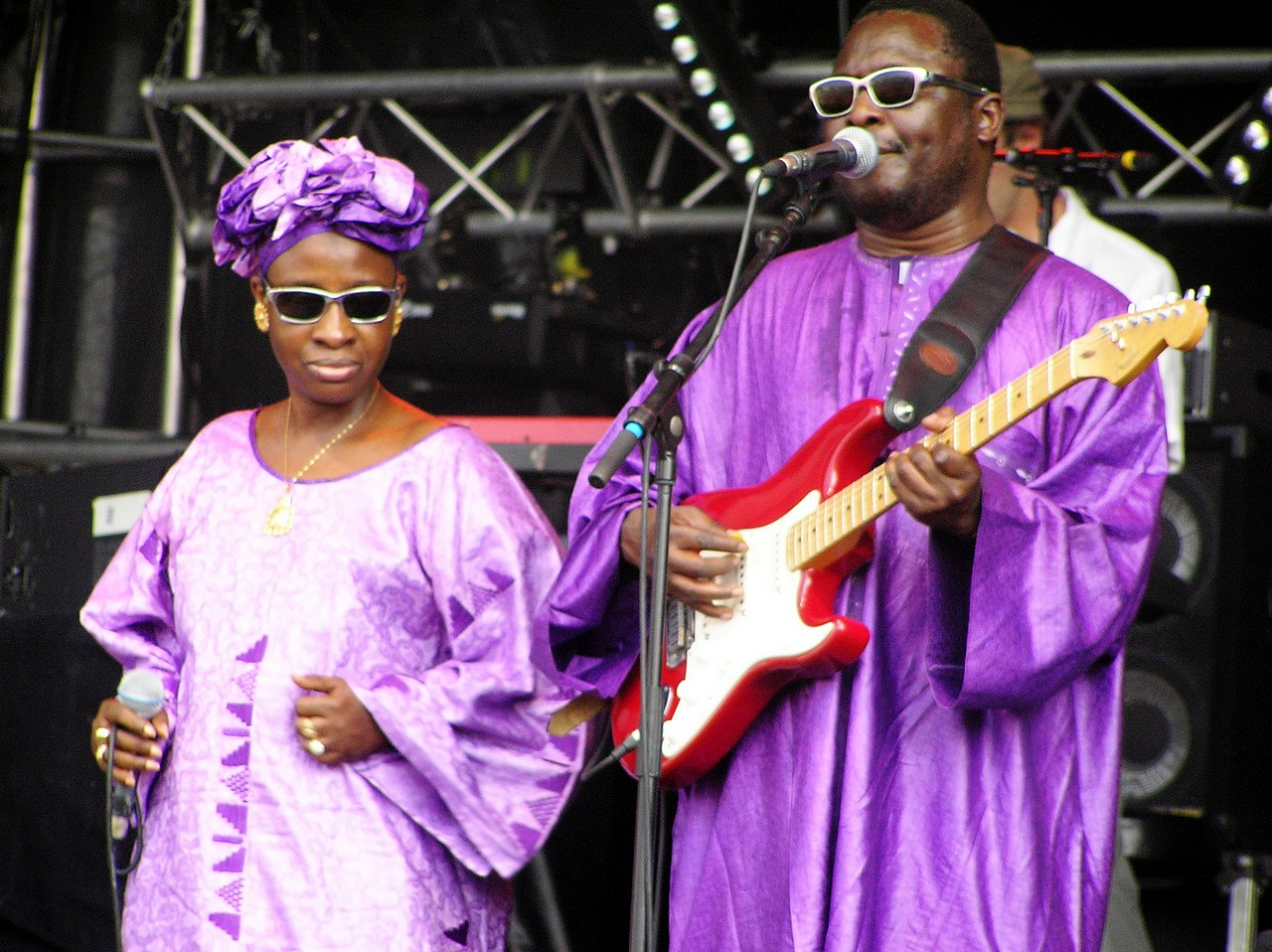
Amadou & Mariam (2005)

Nach dem schweren Erdbeben in Haiti 2010 lud die Stabilisierungsmission der Vereinten Nationen (MINUSTAH; 2004 bis 2017) zusammen mit dem Welternährungsprogramm (WFP) das blinde Gesangsduo Amadou & Mariam nach Haiti ein, um in den Notlagern der obdachlosen Binnenvertriebenen (IDP) aufzutreten. Im Rahmen des Besuchs in Haiti wurde das Duo von der Europäischen Union zu „Botschaftern gegen den Hunger“ gemacht.
Anlässlich der 102. Ausgabe von „Livres en Liberté“, die im September 2024 in Mali stattfand, erhielt der haitianische Schriftsteller Clément Benoit II in Anerkennung seines Engagements für die Förderung des Lesens und der Kultur die Würde eines Ehrendoktors der malischen Université Gemini Management International.